# Мердеев, Миннегайса Миргазович
Миннегайса Миргазович Мердеев (27 октября 1962) — советский и российский футболист, выступавший на позиции защитника и полузащитника.

## Биография
На взрослом уровне начинал играть в футбол в 1979 году в команде «Торпедо» (Тольятти), за которую сыграл 5 матчей во второй лиге СССР. В 1980 году Мердеев временно покинул команду и вернулся в «Торпедо» в 1983, где провёл ещё два года. В 1985 году играл за любительский клуб «Рубин» Тольятти. Далее выступал за клубы второй лиги «Светотехника», «Торпедо» (Рязань) и «Торпедо» (Волжский). В 1989 году сыграл 7 матчей в первой лиге за волгоградский «Ротор», но в следующем году вернулся в «Торпедо» (Волжский). В 1990 выступал за «Нарт» (Черкесск). В 1991 вернулся в Тольятти, где отыграл сезон во второй лиге СССР, а после распада союза, ещё два сезона в первой лиге России. В 1993 году «Лада» стала победителем зоны «Центр» и попала в переходный турнир, где заняла второе место и вышла в Высшую лигу. Сам Мердеев сыграл во всех 5 матчах переходного турнира, однако завершил карьеру после окончания сезона и в высшей лиге не сыграл.

## Достижения
«Лада» Тольятти
- Победитель первой лиги ПФЛ (зона «Центр»): 1993